# Dendrobium montedeakinense
Dendrobium montedeakinense är en orkidéart som beskrevs av Frederick Manson Bailey. Dendrobium montedeakinense ingår i släktet Dendrobium, och familjen orkidéer. Inga underarter finns listade i Catalogue of Life.